# Era Bastida de Salat
Era Bastida deth Salat (francès La Bastide-du-Salat) és un municipi francès, situat a la regió d'Occitània, departament de l'Arieja.